# Підріз Аполінарій Григорович
Підріз (Подрєз) Аполлінарій Григорович (18 (30) листопада 1852, Куп'янський повіт Харківської губернії — 9 (22) листопада 1900, Харків) — український і російський лікар-хірург. Вперше в царській Росії здійснив операції на селезінці (1887 року) і на пораненому серці (1897 року), автор першого в Рос. імперії посібника з урології.

## Біографія
Уродженець Куп'янського повіту Харківської губернії, Аполінарій Григорович виходець зі збіднілої дворянської сім'ї і у гімназії навчався за рахунок казенних коштів. Закінчив у 1870 р. з відміною гімназійний курс. Далі був прийнятий на медичний факультет Харківського університету. В університеті був удостоєний золотої медалі за конкурсну роботу на тему: «О восстановлении эпителиальной ткани».
1875 року закінчив медичний факультет Харківського університету, після чого був залишений на кафедрі. 1876 року у складі санітарного загону був у Сербії. У 1877—1878 роках брав участь в Російсько-турецькій війні. 1878 року отримав ступінь доктора медицини за дисертацію «О вытяжке нервов». З 1879 по 1883 роки вдосконалював свої зання у клініках Відня й Парижа.
З 1883 року Підріз — приват-доцент хірургії у Харківському університеті, а з 1897 року — ординарний професор.
Підріз опублікував близько 50 наукових праць, присвячених питанням військово-польової хірургії, хірургії серця, урології, кістково-суглобового туберкульозу тощо.